# Rüstungsexportbericht
Der Rüstungsexportbericht, vollständig Bericht der Bundesregierung über ihre Exportpolitik für konventionelle Rüstungsgüter, ist ein jährlich erscheinender Bericht der deutschen Bundesregierung über den Export von Kriegswaffen. Dies betrifft alle Güter und Technologien, die nach dem Kriegswaffenkontrollgesetz (KrWaffKontrG), dem Außenwirtschaftsgesetz (AWG) und der Außenwirtschaftsverordnung (AWV) in diese Kategorie eingeordnet werden.
Der Rüstungsexportbericht wurde aufgrund des Koalitionsvertrags zwischen SPD und Bündnis 90/Die Grünen aus dem Jahre 1998 eingeführt und 1999 erstmals veröffentlicht. Seit 2014 wird jährlich zusätzlich ein Zwischenbericht mit den Genehmigungszahlen für das erste Halbjahr eines Jahres veröffentlicht. Er differenziert zwischen zwei Gruppen Empfängerländer:
- NATO-Länder, EU-Mitgliedstaaten und NATO-gleichgestellte Länder (Australien, Neuseeland, Japan, Schweiz)
- sonstige Staaten

In den jährlichen Rüstungsexportberichten werden die Summen der Einzel- und Sammelausfuhrgenehmigungen für Rüstungsgüter genannt, zuletzt für den im Juni 2019 veröffentlichten Rüstungsexportbericht für das Jahr 2018 ein Gesamtvolumen von 4,82 Milliarden Euro. Somit verringerte sich das Gesamtvolumen um 23 % im Vergleich zum Vorjahr (6,24 Mrd. Euro). Der Höhepunkt lag bei 7,86 Milliarden Euro im Jahr 2015. Der jüngste Bericht des BMWi für das erste Halbjahr 2021 weist wieder erhebliche Ausfuhrsteigerungen für einige Länder aus und wurde am 3. November 2021 veröffentlicht. In den einzelnen Kapiteln werden dann die Exporte des Anteils der Kriegswaffen an den Rüstungsgütern nach Art, Empfängerland, Umfang und Wert aufgeschlüsselt. Abgelehnte Exportanträge werden jedoch nicht gelistet, um nicht als Informationsquelle für Länder mit weniger restriktiver Exportkontrolle zu dienen.
Außerdem weist der Rüstungsexportbericht zahlreiche Statistiken, sowie eine Liste der Länder, gegen die ein Waffenembargo verhängt wurde, auf.